# Paschal III. (vzdoropapež)
Paschal III. (lat. Paschalis Tertius), vlastním jménem Guido z Crema (asi 1110? Crema – 20. září 1168 Řím), byl italský duchovní a vzdoropapež papeže Alexandra III. od 22. dubna 1164 do 20. září 1168.
Byl druhým z řady vzdoropapežů (celkem čtyř) zvolených proti řádnému papeži Alexandrovi III. Za jeho volbou stála procísařská strana Fridricha I. Barbarossy.
Pocházel z aristokratické rodiny. Původně byl kardinálem a knězem kostela San Callisto v Římě. Působil v papežských službách již za dob papeže Inocence II. K jeho zvolení jako nástupce vzdoropapeže Viktora IV. přispělo mimo jiné i to, že patřil k Viktorovým nejvýraznějším podporovatelům. 22. dubna proběhla volba a 26. byl v toskánském městě Lucca vysvěcen jako Paschal III.
Hlavního podporovatele měl Paschal III. v osobě římského císaře. Vrcholným projevem císařovy podpory Paschalovi byla Fridrichová veřejná přísaha a závazek, že nikdy neuzná Alexandra III. a vždy bude uznávat pouze Paschala. Ve jménu této přísahy vyžadoval císař podporu pro Paschala i od prelátů a říšských knížat.
V červenci 1167 Paschal doprovázel svého ochránce na jeho vojenském tažení do Říma. V obavě o svou bezpečnost Alexandr III. z města uprchl. 22. července byl v bazilice svatého Petra Paschal III. intronizován a 1. srpna zde sám korunoval Fridricha I. a jeho druhou manželku Beatrix.
Vzápětí po své intronizaci však Paschal v důsledku vypuknutí malárie opustil Řím (spolu s císařskými vojsky). Zpět se vrátil až počátkem následujícího roku. V Římě ho zastihly nálady obyvatel vyjadřující podporu Alexandrovi III. Kvůli zajištění bezpečnosti se Paschal uchýlil do pevnosti u Svatopetrské baziliky, kde i koncem září 1168 zemřel.